# 私の名前はキム・サムスン
『私の名前はキム・サムスン』（韓：내 이름은 김삼순）は、韓国のMBCで2005年6月1日から7月21日まで放送されたテレビドラマ（韓国ドラマ）。全16話。原作はインターネット小説。最終回の視聴率が50.5%を記録した。

## あらすじ
少し太めの独身女パティシエのキム・サムスン（漢字：金三珣）はフランス留学経験を持つ、30歳。3年間付き合っていた彼氏ミン･ヒョヌに浮気されて、クリスマスイブに振られ、勤め先もクビになる。失恋のショックから泣いていたところを、生意気な青年実業家ヒョン・ジノンに出会う。ひょんなことから、サムスンの作ったケーキを食べたジノンは自らが経営するレストラン「ボナペティ」に彼女を雇う。
しかし、サムスンの亡くなった父が借金の保証人になっていたことが発覚し、自宅が借金の抵当に入れられる危機に遭遇。同じく、母親から勧められるお見合いを断固として拒否していたジノンと利害関係が一致して、5千万ウォンと引き換えに犬猿の仲であったジノンと契約恋愛をすることになる。

## 登場人物
キム・サムスン
演 - キム・ソナ、日本語吹替 - 林真里花
パリに留学経験のあるパティシエ。サムスンという自分の名前を嫌っている。
ヒョン・ジノン
演 - ヒョンビン、日本語吹替 - 桐本琢也
レストラン「ボナペティ」の社長。兄を交通事故で亡くし、心に深い傷を持つ。サムスンやイヨンには『サムシク』と呼ばれている。
ユ・ヒジン
演 - チョン・リョウォン、日本語吹替 - 小林さやか
ジノンの元彼女で、アメリカから帰国。渡米した際ジノンに挨拶をしなかったことから、ジノンは振られたという意識を持っていたが、のちに癌の治療のため渡米したことが判明し、交際が復活している。しかし、ヒジン渡米中に出現したサムスンのため、ジノンの心は揺れ動いている。
ヘンリー・キム
演 - ダニエル・ヘニー、日本語吹替 - 清水明彦
ユ・ヒジンのアメリカでの主治医。休暇を取ってまでヒジンに思いを寄せる。
ミン・ヒョヌ
演 - イ・ギュハン、日本語吹替 - 川島得愛
サムスンの元カレで、建築設計士。
チャン・チェリ
演 - イ・ユンミ、日本語吹替 - 津々見沙月
サムスンの幼馴染の後輩、ヒョヌと婚約する。実家は裕福な実業家。
ナ・ヒョンスク
演 - ナ・ムニ、日本語吹替 - 一城みゆ希
ヒョン・ジノンの母で、ソウルで有名な5つ星ホテルの経営者。現実を見据え、ジノンとサムスンの交際は「サムスンが丈夫な跡継ぎを産んでくれたら」という条件付きで容認している。ジノンの元彼女のヒジンに関しては癌体質が発覚したのちに拒絶した。
ヒョン・ミジュ
演 - ソ・ジヒ
ジノンの亡くなった兄の娘。
ユン･ヒョンスク
演 - ユン・イェヒ
ナ・ヒョンスクの秘書。
パク・ボンスク
演 - キム・ジャオク
イヨン、サムスンの母。
チャン・ヨンジャ
演 - キム・ヒョンジョン
「ボナペティ」のキャプテン。サムスンとはあまり相性が良くない。
イ・イネ
演 - ハン・ヨウン
「ボナペティ」のパティシエ見習い。
キム・イヨン
演 - イ・アヒョン、日本語吹替 - 渡辺美佐
サムスンの2番目の姉、エリート・サラリーマンとお見合い結婚したが、突然離婚した。皮肉屋。
イ・ヒョンム料理長
演 - クォン・ヘヒョ、日本語吹替 - 仲野裕
「ボナペティ」の料理長、世界各国の一流ホテルで15年間働いた実績の持ち主。
オ支配人
演 - ヨ・ウンゲ、日本語吹替 - 宮寺智子
「ボナペティ」の総支配人、元教師。
ジュンテ
演 - キム・ナムギル（イ・ハン）
ジノンの友人で医師。8話および14話に登場。

## スタッフ
- 監督 - キム・ユンチョル[2]
- 脚本 - キム・ドウ[2]
- 脚本原作 - チ・スヒョン[3]
- 企画 - キム・サヒョン[3]
- 撮影 - キム・ギョンチョル、イ・ヨングァン[3]
- 照明 - チョ・フンス[3]

## サブタイトル
| 話数   | サブタイトル                              |
| ------ | ----------------------------------------- |
| 第01話 | 人生は箱いっぱいのボンボン・ショコラ      |
| 第02話 | 僕たち付き合ってみませんか?               |
| 第03話 | 恋愛契約書の書き方教えてください!         |
| 第04話 | オーバー・ザ・レインボー                  |
| 第05話 | 恋はもともと子どもじみたものです          |
| 第06話 | キスのカロリー 愛のカロリー               |
| 第07話 | マドレーヌ 失われたときを求めて           |
| 第08話 | お父さん 私の恋はどうしてうまくいかないの |
| 第09話 | あなたは私があげた心をおもちゃのように…   |
| 第10話 | 私の名前はキム・ヒジン                    |
| 第11話 | 2度目のキス 今度こそ本物?                 |
| 第12話 | だから何? 私は まだ30歳よ!                |
| 第13話 | 彼女と別れる方法…                         |
| 第14話 | 恋愛術の基本                              |
| 第15話 | 恋愛術の定石                              |
| 第16話 | 恋せよ 傷ついたことがないように           |

## 日本での放送
日本では、KNTVで2005年8月から放送（日本語字幕）されたのち、WOWOWで2006年7月6日より（木曜日: 日本語字幕付、土曜日: 日本語吹替版）放送されている。そして、2007年4月11日からBSジャパン、2009年1月8日からBS11デジタルでもそれぞれ日本語字幕付で放送された。
地上波では、フジテレビの韓流α枠で二ヶ国語放送（主音声：日本語吹替、副音声：朝鮮語）かつ日本語字幕付で2010年1月11日から2010年1月29日まで毎週月曜から金曜14時7分 - 15時25分（2010年1月11日のみ14時5分 - 16時25分で第1 - 2話を放送）で放送され、2010年7月9日から2010年7月16日まで韓流α夏祭りとして、毎週月曜から金曜14時7分 - 16時53分に再放送された。
BSフジ韓ドラ☆17枠のスタートとして、2010年10月4日から2010年10月25日まで毎週月曜から金曜17時00分 - 17時54分で放送。
BS11韓流名作劇場枠で2015年1月24日まで毎週土曜・日曜10時00分 - 11時00分で放送。
BS11で2015年3月9日から毎週月曜から金曜15時00分 - 16時00分で放送

## 関連書籍
- キム・ソナが案内する「私の名前はキム・サムスン」（2007年、朝日新聞社） ISBN 9784022502360

## DVD
- 私の名前はキム・サムスン DVD-BOX 1[日本語字幕入り] アミューズソフトエンタテインメント 2006年
- 私の名前はキム・サムスン DVD-BOX 2[日本語字幕入り] アミューズソフトエンタテインメント 2007年
- 私の名前はキム・サムスン オリジナル・サウンドトラック(DVD付) CD+DVD  ポニーキャニオン 2006年
- 私の名前はキム・サムスン ビジュアル オリジナル サウンドトラックDVD アミューズソフトエンタテインメント 2010年
- 私の名前はキム・サムスン 公式プレミアムファンBOX [DVD]                    Happinet　  2011年
- 私の名前はキム・サムスン コンプリートDVD-BOX  アミューズソフトエンタテインメント　　　 2014年

## フィリピン版ドラマ
2008年にGMAネットワークで放送されたAko si Kim Samsoonというタイトルのテレビドラマのフィリピンのリメイク。